# Yes (Album)
Yes ist das erste Album der Gruppe Yes und erschien 1969.

## Bandgründung
1967 hatten der Bassist Chris Squire und der Gitarrist Peter Banks die Band Mabel Greer's Toyshop gegründet. Die weiteren Mitglieder waren Clive Bailey (Gitarre, Gesang) und Bob Hagger (Schlagzeug). Als Mitglied dieser im Vergleich zu seiner Vorgängerband The Syn weniger erfolgreichen Band lernte Squire 1968 im Londoner La Chasse Club in Soho den Sänger Jon Anderson kennen, der sich dort mit einem Nebenjob über Wasser hielt. Der Club-Manager Jack Barrie stellte die beiden einander vor. Die beiden Musiker entdeckten, dass sie ähnliche Vorlieben hatten (The Fifth Dimension, Simon and Garfunkel) und begannen, Songs zu schreiben (darunter "Sweetness", das später auf dem ersten Yes-Album zu hören sein würde). Anderson trat Mabel Greer's Toyshop bei, und die Band änderte auf Vorschlag von Peter Banks ihren Namen in "Yes". Als man kurz darauf einen Ersatz für den Schlagzeuger Bob Hagger suchte, fand die neue Band über eine Anzeige im Melody Maker den Jazz-Schlagzeuger Bill Bruford. Gemeinsam mit dem Keyboarder Tony Kaye spielten sie am 4. August 1968 ihr Debüt-Konzert in Essex, England.

## Entstehung des Debütalbums
Während des ersten Jahres ihrer Existenz spielte die Band nahezu täglich Konzerte in London und ganz England. Das Live-Set bestand aus Eigenkompositionen und Coverversionen aktueller Hits wie etwa I'm Only Sleeping, Eleanor Rigby und Every Little Thing von den Beatles, Paper Cup von The Fifth Dimension und Heaven Is In Your Mind von Traffic. Darunter war auch ein Arrangement von Something's Coming aus Leonard Bernsteins Musical West Side Story. Die Band orientierte sich dabei sehr an Fifth Dimension und Vanilla Fudge, die einen besonderen Stil beim Erarbeiten verfremdeter Coverversionen entwickelt hatten.
Yes fanden in dem wohlhabenden Club-Besitzer Roy Flynn ihren ersten Manager. Flynn und Anderson organisierten zunächst weiter Konzerte, unter anderem in den prestigeträchtigen Londoner Clubs wie dem Marquee, aber auch in der Royal Albert Hall, dann begann Flynn, Plattenfirmen für Yes zu interessieren. Zunächst interessierte sich Robert Stigwood von RSO für die Band, dann handelte der im Musikmanagement unerfahrene Flynn mit Ahmet Ertegün von Atlantic Records einen Vertrag über 14 Alben aus. Er und die ebenso unerfahrene Band hielten dies zunächst für einen unerwarteten Vertrauensbeweis der Plattenfirma, tatsächlich war der Vertrag aber so eingerichtet, dass Atlantic die Band jederzeit freistellen konnte, wenn sich der erhoffte Erfolg nicht einstellen würde. Umgekehrt wären die Einnahmen der Musiker von Anfang an gleich geblieben. Erst Yes' zweiter Manager, Brian Lane, würde diesen Vertrag einige Jahre später neu verhandeln.
Zunächst ging die junge Band mit ihrem Material ins Studio. Ein kontinuierliches Arbeiten an einem Album war jedoch nicht möglich, da die einzige Einnahmequelle in den Konzerten bestand, die Yes weiterhin regelmäßig spielen mussten. Atlantic Records unterstützte die Band kaum, da hohe Investitionen in eine noch nicht auf dem Schallplattenmarkt etablierte Band ein zu großes Risiko für die Plattenfirma darstellte.
Die Arbeiten im Studio gestalteten sich ebenso dilettantisch. Yes hatten keinerlei Erfahrung mit der Studiotechnik und wussten nicht einmal so grundlegende Dinge wie die Tatsache, dass man den Mix im Kopfhörer verändern kann. Dazu kam, dass der Produzent Paul Clay bis dahin nur Erfahrungen mit Filmmusik gesammelt hatte, und nicht wusste, wie man ein Rockalbum produzierte. Clay und die Band benötigten drei Tage, allein um herauszufinden, wie man eine Hammond-Orgel aufnimmt. Der Sound ist dementsprechend bis heute flach und undifferenziert und die beteiligten Musiker sind bis heute mit ihrem Debüt unzufrieden. Yes hatten ursprünglich spekuliert, Paul McCartney als Produzenten zu gewinnen, was aber nicht passierte.
Yes nahmen, ihrer Setliste entsprechend, neben eigenen Songs auch zwei Coverversionen auf, I See You von den Byrds und Every Little Thing von den Beatles. Beyond And Before und Sweetness dagegen stammten noch aus der Zeit von Mabel Greer's Toyshop.
Am 4. Juli 1969 erschien dann die erste Single Sweetness / Something's Coming in England und Frankreich. Kurz danach wurde das Album am 25. Juli 1969 unter dem einfachen Titel Yes veröffentlicht.

## Titelliste
1. Beyond And Before (Chris Squire/Clive Bailey) – 4:57
2. I See You (Jim McGuinn/David Crosby) – 6:52
3. Yesterday And Today (Jon Anderson) – 2:51
4. Looking Around (Jon Anderson/Chris Squire) – 4:02
5. Harold Land (Jon Anderson/Chris Squire/Bill Bruford) – 5:45
6. Every Little Thing (John Lennon/Paul McCartney) – 5:45
7. Sweetness (Jon Anderson/Chris Squire/Clive Bailey) – 4:33
8. Survival (Jon Anderson) – 6:17

Anmerkungen:
- Beyond And Before und Sweetness stammen aus der Zeit von Mabel Greer's Toyshop.
- I See You ist die Coverversion eines Byrds-Stückes
- Harold Land ist nach dem Jazz-Saxofonisten Harold Land benannt, der Song hat aber mit diesem Musiker nichts zu tun. Bruford nannte den Namen, als Anderson dabei war, sich einen Titel für den Song zu überlegen.
- Every Little Thing stammt ursprünglich von den Beatles.

Das Album wurde im Jahr 2003 von Rhino Records remastert und wiederveröffentlicht. Diese Auflage enthält die Bonustracks:
1. Everydays (Single Version) (Stephen Stills) – 6:23
2. Dear Father (Early Version #2) (Anderson/Squire) – 5:51
3. Something's Coming (Leonard Bernstein/Stephen Sondheim) – 7:09
4. Everydays (Early Version) (Stephen Stills) – 5:18
5. Dear Father (Early Version #1) (Anderson/Squire) – 5:31
6. Something's Coming (Early Version) (Leonard Bernstein/Stephen Sondheim)  – 8:02

## Wichtige Singles
- Sweetness / Something's Coming (Stephen Sondheim/Leonard Bernstein)

Anmerkungen:
- Bemerkenswert ist die B-Seite der Single Sweetness, die Coverversion Something's Coming. Obwohl dieser Titel die weitere Entwicklung von Yes vorwegnahm, landete er nicht auf dem Album.

- Die Veröffentlichungen in England und Frankreich enthielten jeweils Mono-Mixes auf der B-Seite. 1970 erschien Something's Coming in Holland als A-Seite in Stereo mit Dear Father auf der B-Seite, erst mit Yesyears (1991) wurde es auf einem Album veröffentlicht.

## Cover
Das Album erhält in England ein schwarzes Faltcover mit einer Sprechblase in knallig grellem Orange, in der das Wort Yes steht. Dieses Sprechblasenlogo hatte Gitarrist Peter Banks entworfen, bei welchem auch die Urheberrechte dafür liegen. Somit wurde dieses Logo auch ausschließlich für Aufnahmen mit Peter Banks verwendet. Innen finden sich einige Anmerkungen des Melody-Maker-Redakteurs Tony Wilson, die Songliste und ein Gruppenfoto (ergänzt um fünf Porträts).
In Amerika, wo die Plattenfirma Atlantic ihren Sitz hat, griff man auf ein klassisches Cover-Konzept zurück. Ein Gruppenfoto von David Gahr und der Gruppenname finden sich auf der Vorderseite des einfachen Covers. Nur auf der Rückseite findet sich eine kleine Abbildung der Sprechblase.

## Besetzung
- Jon Anderson – Gesang
- Peter Banks – Gitarre, Gesang
- Bill Bruford – Schlagzeug
- Tony Kaye – Keyboards
- Chris Squire – Bass, Gesang

## Songs vonYesauf späteren Compilations
- 2 Originals of Yes
- Yesterdays
- Yesyears
- Yesstory
- Highlights – The Very Best of Yes
- In A Word

## Live
Liveversionen einiger Stücke von Yes finden sich auf
- Something’s Coming
- The Word Is Live